# Naiv
Naiv – polska grupa grająca muzykę z obrębu punk rocka i rocka alternatywnego. Zespół założony został w Warszawie przez czwórkę przyjaciół. Grupa ma na swoim koncie ponad 100 koncertów w tym m.in. na festiwalach Skarfest (w 2005), Jarocin (w 2006) i Hunter Fest (w 2006), a także koncert w Muzeum Powstania Warszawskiego z okazji 61. rocznicy wybuchu powstania. Naiv był pomysłodawcą oraz organizatorem akcji "Rock po 89", a w czerwcu 2005 został laureatem pierwszej nagrody w konkursie "Bislista" zorganizowanym przez Radio Bis, czego efektem było wydanie debiutanckiej płyty rok później. W 2005 stacja MTV Polska wybrała grupę, jako polskiego kandydata do nagrody "MTV Warning", a w roku następnym dziennikarze Polskiego Radia Euro nominowali zespół do nagrody "Biser 2006" w kategorii "Błysk Roku".

## Twórczość

### Dyskografia
- Naiv – album studyjny (2006)
- Kolorowe życie – singiel (2007)
- Przedświt – album studyjny (2009)

### Wideografia
Teledyski do piosenek:
- Wybory
- Dla nas
- Nie, nie będzie nas
- Na bielutkim piasku plaży
- Marana tha
- Warszawa płonie

## Skład zespołu
- Picia (Piotrek Giera) – gitara
- WuWo (Wojtek Gniewosz) – gitara, wokal
- Niebek (Karol Strzemieczny) – gitara basowa
- Simo (Szymon Pulcyn) – perkusja